# Patos do Piauí
Patos do Piauí é um município brasileiro do estado do Piauí. Localiza-se a uma latitude 07º40'03" sul e a uma longitude 41º14'37" oeste. Sua população estimada em 2010 era de 6.105 habitantes.
Possui uma área de 779,48 km².

## História
Elevado à categoria de município e distrito com a denominação de Patos do Piauí, em 1989, regulamentado, pela Lei Estadual nº 4477, de 29 de abril de 1992, desmembrado de Jaicós
Elevado à categoria de município e distrito com a denominação de Patos do Piauí, pelo artigo 35, inciso II, do ato das disposições constitucionais transitórias, da Constituição Estadual de 5 de outubro de 1989, regulamentado, pela Lei Estadual nº 4477, de 29 de abril de 1992, desmembrado de Jaicós. Sede no atual distrito de Patos do Piauí (ex-povoado de Patos). Constituído do distrito sede. Instalado em 1 de janeiro de 1993. Em divisão territorial datada de 1999, o município é constituído do distrito sede. Assim permanecendo em divisão territorial datada de 2007.